# Bahador Moulaei

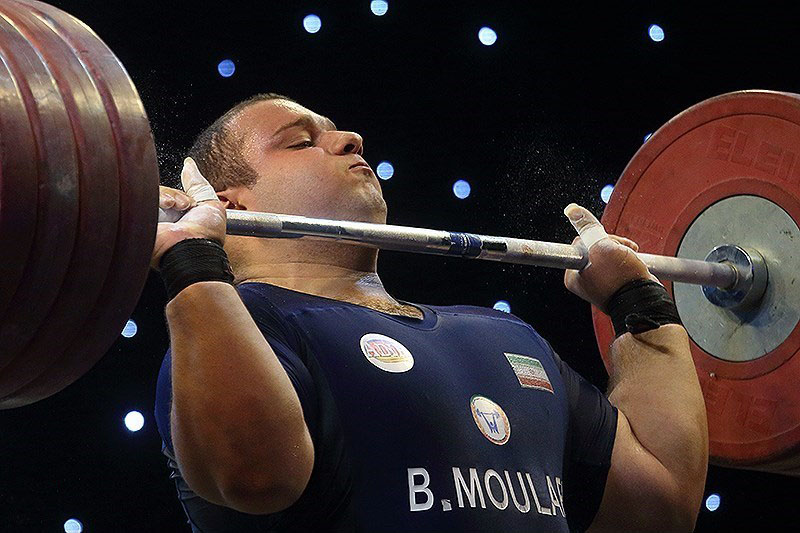
Bahador Moulaei beim Fajr Cup 2016

Bahador Moulaei (* 21. März 1992) ist ein iranischer Gewichtheber. Er wurde 2013 Weltmeister im Stoßen und Vize-Weltmeister im Zweikampf.

## Werdegang
Bahador Moulaei aus Babul Sar, Māzandarān, begann schon als Kind mit dem Gewichtheben. Er ist Student an der Islamischen Azad-Universität in Ghaemshahr.
Im Laufe der Jahre entwickelte er sich zu einem Gewichtheber der Weltklasse im Superschwergewicht. Seine erste internationale Meisterschaft bestritt er als Siebzehnjähriger im Jahre 2009, als er an der Junioren-Weltmeisterschaft (U 18) teilnahm. Er wog damals schon 108,37 kg, erzielte im Zweikampf 345 kg (155–190) und siegte damit vor seinem Landsmann Gholamreza Asghaschah. Im gleichen Jahr startete er auch noch bei der Junioren-Weltmeisterschaft der Altersgruppe U 20 in Bukarest im Schwergewicht. Nach 150 kg im Reißen unterliefen ihm dort allerdings drei Fehlversuche im Stoßen, so dass er unplatziert blieb.
Bei der Junioren-Weltmeisterschaft 2010 (U 20) in Sofia steigerte sich Bahador Moulaei im Superschwergewicht auf 369 kg (161–208) und belegte damit den 5. Platz. 2011 wurde er auch schon bei der Asienmeisterschaft der Senioren in Tongling/China im Superschwergewicht eingesetzt. Er erzielte dort im Zweikampf 398 kg (176–222). Er belegte damit hinter Weltmeister Behdad Salimikordasiabi, Iran, der 458 kg (208–250) erzielte, den 2. Platz. Im Juni 2011 wurde er dann in Penang wieder Junioren-Weltmeister (U 20). Dabei kam er im Zweikampf erstmals über 400 kg im Zweikampf. Er erzielte 408 kg (177–231) und verwies dabei seinen Landsmann Alireza Kazeminejad, der auf 386 kg (169–217) auf den 2. Platz.
2012 wurde Bahador Moulaei bei der Junioren-Weltmeisterschaft (U 20) in Antigua, obwohl er sich auf 417 kg (185–232) im Zweikampf steigerte, von Magomed Abujew aus Russland geschlagen, der 426 kg (191–235) erzielte.
Das Jahr 2013 begann für ihn ebenfalls unglücklich, denn er leistete sich bei der Asienmeisterschaft in Astana im Juni 2013 nach 186 kg im Reißen wieder drei Fehlversuche im Stoßen mit 232 bzw. 233 kg und blieb damit wieder ohne Zweikampfleistung. Doch bereits einen Monat später konnte er sich bei der Universiade in Kasan voll rehabilitieren. Er schaffte dort im Zweikampf hervorragende 450 kg (196–254), wobei vor allem seine Leistung im Stoßen von 254 kg phantastisch war. Er lieferte in Astana dem hohen Favoriten Ruslan Albegow, der auf 459 kg (205–254) kam einen großen Kampf. Der Zweikampf zwischen Bahador Moulaei und Ruslan Albegow ging dann im Oktober 2013 bei der Weltmeisterschaft in Wrocław weiter. Bahador Moulaei wurde vom iranischen Gewichtheber-Verband bei dieser Meisterschaft eingesetzt, obwohl er bis dahin eigentlich nur der drittbeste iranische Gewichtheber im Superschwergewicht nach dem mehrfachen Weltmeister und Olympiasieger Behdad Salimikordasiabi und dem olympischen Silbermedaillengewinner Sajjad Anoushiravani war. Diese beiden Heber wurden wegen Differenzen mit dem Gewichtheber-Verband nicht eingesetzt.
Bahador Moulaei rechtfertigte das in ihn gesetzte Vertrauen voll und ganz. Er war in Wrocław in hervorragender Form und schaffte im Reißen eine persönliche Bestleistung von 203 kg. Im Stoßen legte er im zweiten Versuch 255 kg vor und brachte damit den hohen Favoriten Ruslan Albegow in starken Zugzwang. Albegow brauchte zwei Versuche, um dieses Gewicht zu meistern. In seinem dritten und letzten Stoßversuch verfehlte Bahador Moulaei dann 261 kg äußerst knapp und kam deshalb hinter Albegow, der 464 kg (209–255) erzielte, auf den 2. Platz.
In den folgenden Jahren konnte Bahador Moulaei nicht mehr an diese Form anknüpfen. Bei den Asienspielen 2014 in Incheon erzielte er im Reißen 177 kg und hatte im Stoßen drei Fehlversuche. Bei der Weltmeisterschaft 2015 in Houston erzielte er im Zweikampf nur 406 kg (176–230), womit er nur den 15. Platz belegte. Bei der Asienmeisterschaft in Taschkent war er in einer etwas besseren Form und kam mit einer Zweikampfleistung von 427 kg (180–247) auf den 2. Platz. Mit seiner Stoßleistung von 247 kg wurde er Asienmeister.

## Internationale Erfolge
| Jahr | Platz | Wettbewerb                           | Gewichtsklasse | Ergebnisse |
| ---- | ----- | ------------------------------------ | -------------- | --- |
| 2009 | 1.    | Junioren-WM (U 18)                   | über 94 kg     | mit 345 kg (155–190), vor Gholamreza Asgaschah, Iran, 327 kg (146–181)                                                        |
| 2009 | unpl. | Junioren-WM (U 20) in Bukarest       | Schwer         | nach 150 kg im Reißen, drei Fehlversuche im Stoßen mit 182 kg                                                                 |
| 2010 | 5.    | Junioren-WM (U 20) in Sofia          | Superschwer    | mit 369 kg (161–208); Sieger: Ruben Aleksanjan, Armenien, 392 kg (180–212)                                                    |
| 2011 | 2.    | Asienmeisterschaft in Tongling/China | Superschwer    | mit 398 kg (176–222), hinter Behdad Salimikordasiabi, Iran, 458 kg (208–250), vor Ali Mohamed, Syrien, 393 kg (171–222)       |
| 2011 | 1.    | Junioren-WM (U 20) in Penang         | Superschwer    | mit 408 kg (177–231), vor Alireza Kazeminejad, Iran, 386 kg (169–217) und Sergei Oreschnikow, Russland, 384 kg (175–210)      |
| 2011 | 4.    | Präsidenten-Cup in Moskau            | Superschwer    | mit 400 kg (180–220); Sieger: Ruslan Albegow, Russland, 435 kg (195–240)                                                      |
| 2012 | 2.    | Junioren-WM (U 20) in Antigua        | Superschwer    | mit 417 kg (185–232), hinter Magomed Abujew, Russland, 426 kg (191–235), vor Gor Minasjan, Armenien, 417 kg (190–227)         |
| 2013 | unpl. | Asienmeisterschaft in Astana         | Superschwer    | nach 186 kg im Reißen, drei Fehlversuche im Stoßen mit 232 bzw. 233 kg                                                        |
| 2013 | 2.    | Universiade in Kasan                 | Superschwer    | mit 450 kg (196–254), hinter Ruslan Albegow, 459 kg (205–254), vor Magomed Abujew, 427 kg (197–230)                           |
| 2013 | 2.    | WM in Wrocław                        | Superschwer    | mit 458 kg (203–255), hinter Ruslan Albegow, 464 kg (209–255), vor Alexei Lowtschew, Russland, 430 kg (200–230)               |
| 2014 | 15.   | Asienspiele in Incheon               | Superschwer    | mit 177 kg (177-0); Sieger: Behdad Salimikordasiabi, Iran, 465 kg (210–255)                                                   |
| 2015 | 15.   | WM in Houston                        | Superschwer    | mit 406 kg (176–230); Sieger: Lascha Talachadse, Georgien, 454 kg (207–247)                                                   |
| 2016 | 2.    | Asienmeisterschaft in Taschkent      | Superschwer    | mit 427 kg (180–247), hinter Chen Shih-Chieh, Taiwan, 432 kg (191–241) und vor Ruslan Nurudinow, Usbekistan, 426 kg (191–235) |
| 2016 | 2.    | Intern. Fajr-Cup in Teheran          | Superschwer    | mit 411 kg (181–230), hinter Behdad Salimikordasiabi, Iran, 430 kg (205–225), vor Daniel Dolega, Polen, 402 kg (180–222)      |

## WM-Einzelmedaillen
- WM-Goldmedaillen: 2013/Stoßen
- WM-Silbermedaillen: 2013/Reißen

Erläuterungen
- Zweikampf, bestehend aus Reißen und Stoßen
- WM = Weltmeisterschaft
- Schwergewicht, Gewichtsklasse bis 105 kg, Superschwergewicht, ab 105 kg Körpergewicht